# Орканья, Андреа
Андреа Орканья, также Андреа да Фиренце по прозванию Орканья (искаж. «Арканьоло»; итал. Andrea Orcagna, Andrea da Firenze, собственно итал. Andrea di Cione Arcagnuolo, detto l'Orcagna, или: Andrea di Cione di Arcangelo; 1308 год, Флоренция — до 1368 года, там же) — итальянский живописец, скульптор, мозаичист и архитектор периода флорентийского проторенессанса.

## Жизнь и творчество

### Происхождение художника
Андреа ди Чоне родился во Флоренции в большой семье художников: из троих его братьев двое — Якопо и Леонардо стали живописцами, а третий, Маттео, скульптором и мозаичистом. Нардо, старший, написал знаменитую фреску «Страшный суд», которую до настоящего времени можно увидеть в Капелле Строцци во флорентийской церкви Санта-Мария-Новелла, композиция, вдохновленная «Божественной комедией» и состоящая из трёх частей: Суд, Рай и Ад. Эту фреску ошибочно приписывали Андреа, который стал самым известным из семьи Чони, но Лоренцо Гиберти свидетельствовал, что это работа Нардо. Точно так же «Триумф смерти» и «Страшный суд» на Кампо-Санто в Пизе из-за их сходства с фреской Санта-Мария-Новелла приписывались Нардо и Андреа ди Чоне. Оба брата были зарегистрированы во флорентийской гильдии художников в 1357 году.
Джорджо Вазари, составивший биографию Андреа, утверждал, что наряду с талантом живописца, скульптора и архитектора он обладал ещё и поэтическим даром. Документов о дате рождения художника не сохранилось. Вазари сообщал, что Андреа скончался в 1389 году в возрасте шестидесяти лет, но поскольку архивные документы позволяют говорить о том, что он умер около 1368 года, то дату его рождения предположительно относят к 1308 году.

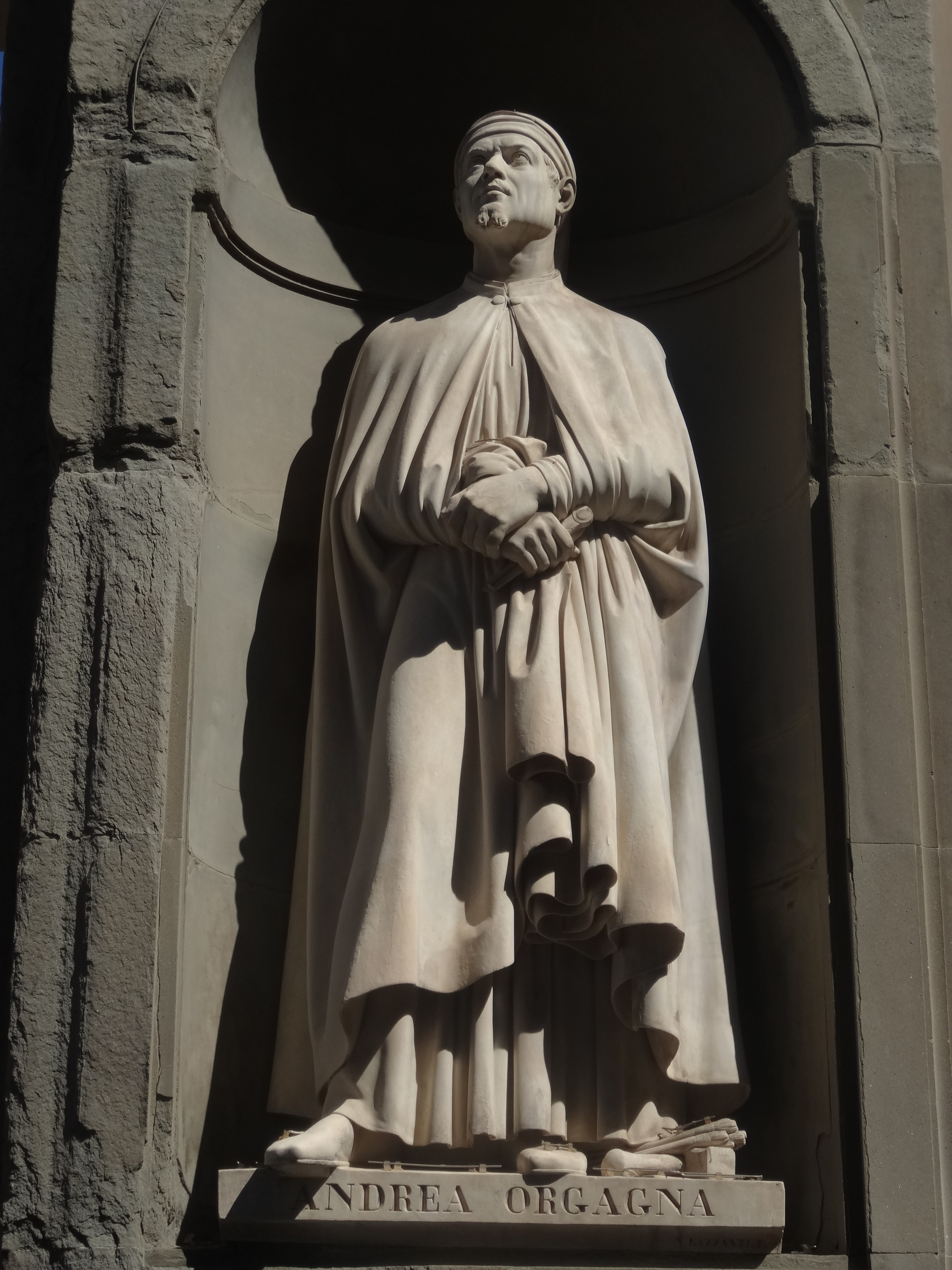
Статуя Орканьи на фасаде галереи Уффици, Флоренция

Итальянский историк искусства Гаэтано Миланези (1813—1895), опубликовавший множество архивных документов о художниках, считал Андреа сыном известного флорентийского ювелира Маэстро Чоне, которому традиция приписывает авторство в изготовлении серебряного алтаря Святого Иоанна во флорентийском Баптистерии Сан-Джованни. Если эта версия верна, то обучение рисованию, работе с металлами и украшению скульптуры изящными деталями Орканья мог пройти в мастерской отца. Период становления художника документально никак не освещён, поэтому в научной литературе существует целый ряд предположений о том, кто мог быть его учителем. В любом случае, формирование Орканьи происходило под сильным влиянием последователей Джотто, великого флорентийского художника, умершего в 1337 году (когда Андреа Орканье было почти тридцать лет). Предполагали, что как живописец Андреа начинал в мастерской Бернардо Дадди, однако уже в первых известных произведениях Орканьи видна его связь с искусством Мазо ди Банко, возможно, наиболее ортодоксального последователя Джотто. Эта связь прослеживается вплоть до самых поздних его работ.
В 1343 году его имя появляется в списке Гильдии медиков и аптекарей (Arte dei medici e speziali), куда до 1378 года, до создания отдельной Гильдии Святого Луки, входили живописцы. В документе от 1348 года Андреа ди Чоне уже назван одним из лучших мастеров Флоренции (руководство Пистойи обратилось к флорентийским властям с просьбой назвать имена лучших мастеров Флоренции для изготовления алтаря в церкви Сан-Джованни Фуорчивитас (Chiesa di San Giovanni Fuorcivitas). Вероятно, в связи с началом работ над табернаклем в Орсанмикеле в 1352 году Андреа вступил в гильдию мастеров по камню и дереву; его имя в реестре обозначено как «Andreas Cionis vocatus Arcagnolus, pictor» (Адреа Чоне называемый Арканьоло, живописец), отчего становится понятным, что прозвание «Орканья» является искажённым «Арканьоло». Вазари сообщал, что Андреа овладел техникой темперной и фресковой живописи благодаря своему брату Нардо в такой мере, что тот «… принял его работать вместе с собой над житием Богоматери в церкви Санта Мария Новелла» (эти фрески были сильно повреждены, и в дальнейшем Доменико Гирландайо их переписал). Учитывая то, что фрески со сценами Страшного суда в другой капелле этого храма — капелле Строцци, были выполнены одним Нардо, в словах Вазари может заключаться какая-то истина. С другой стороны, росписи XIV века, расчищенные в этом храме на рёбрах свода (бюсты святых и пророков), по мнению специалистов определённо принадлежат Андреа Орканье. Поэтому дискуссию о том, кто кого из братьев Чоне и чему обучал, нельзя считать завершённой.

### Первые произведения
Между 1343 и 1360 годами Андреа участвовал в самых разных художественных проектах Флоренции, как гражданских, так и религиозных, которые включали росписи городской тюрьмы, оформление церкви Орсанмикеле (бывшего склада зерна) и работы в главных храмах Флоренции — Санта-Кроче и Санта-Мария-Новелла. К 1343 году относят его фреску в Проходном зале городской тюрьмы (Сarcere delle Stinche) с изображением «Изгнания герцога Афинского». В 1344—1345 годах он написал фрески «Триумф смерти», «Страшный суд» и «Ад» в церкви Санта-Кроче (сохранились только небольшие фрагменты). В церковь Санта-Мария-Новелла он был приглашён для участия в оформлении Капеллы Маджоре (это был один из самых престижных заказов того времени). Между 1352 и 1360 годами под его руководством и при его непосредственном участии создавался знаменитый мраморный табернакль, установленный в Орсанмикеле. Начиная с 1357 года он принимал участие в планировании строительства флорентийского собора Санта-Мария-дель-Фьоре; в том же году он получил заказ на художественное оформление Капеллы Строцци, которое исполнил совместно с братом Нардо.
В 1358 году Андреа был назначен старшим мастером (capomaestro) артели каменщиков на строительстве собора в Орвието, а в 1359—1362 годах совместно с братом Маттео он руководил всеми работами в этом соборе. Документ от 14 июня 1358 года сообщает о весьма солидной по тем временам плате, которую Орканья получил за свою работу — 300 золотых флоринов в год; его брат Маттео получил гораздо меньшее вознаграждение — 8 флоринов в месяц. Поскольку к тому времени ещё не были завершены работы в Орсанмикеле, Орканье приходилось часто уезжать во Флоренцию, что мешало работам в Орвието. Вероятно, в связи с этим 12 сентября 1360 года он подал в отставку с должности «капомаэстро» собора. Тем не менее, он продолжал работать в Орвието над мозаикой западного фронтона. Она была закончена в 1362 году, но Орканья получил за неё всего 60 флоринов, так как арбитражем были установлены погрешности при проведении работ. В 1364 году художник вернулся во Флоренцию, где был занят оформлением фасада собора Санта-Мария-дель-Фьоре.
В 1368 году его брату Якопо было поручено завершение начатого Орканьей алтаря Святого Матфея, который не был окончен в связи с его смертью; художник, вероятно, скончался незадолго до этого, предположительно в 1367 году; известно, что он в то время тяжело болел. Впрочем, некоторые исследователи считали, что мастер умер около 1376 года, поскольку сохранился датированный этим годом документ о назначении опекуна двум дочерям его вдовы Франчески, которых звали Тесса и Рамола.
Андреа Орканья возглавлял крупнейшую флорентийскую мастерскую второй половины XIV века. В этой мастерской наряду с его тремя братьями работали и другие менее известные флорентийские художники. Исследователи отмечают неравнозначность вклада Орканьи, сделанного в разных областях искусства. Не вызывают сомнений его успехи как скульптора и живописца, однако что касается архитектурных достижений, то, по мнению учёных, его вклад сводился к внешнему оформлению существующих зданий (например, круглое окно-розетка и мозаика на фасаде собора в Орвието). Многие произведения Орканьи были результатом коллективной работы вместе с братьями и подмастерьями его артели.

### Ранний период зрелого творчества
Судя по сохранившимся остаткам фресок во флорентийской церкви Санта-Мария-Новелла, выполненных в 1340—1345 годах, раннее творчество Орканьи находилось под влиянием Мазо ди Банко и Таддео Гадди. Поскольку подписанных художником произведений этого периода не сохранилось, историки провели большую исследовательскую работу с целью определить круг возможных произведений Орканьи, которые можно было бы отнести к этому периоду. Таким образом, ему был приписан небольшой расписной диптих (двустворчатый алтарь) из коллекции Алана, Делавэр, США, создание которого учёные относят к 1340—1345 годам. На внешней стороне створок художник изобразил «Благовещение», в верхней части «Распятие»; внутри написаны сцены из жизни трёх разных святых: «Мария Магдалина получает причастие от ангела», «Ангел спасает святую Агнесу от мучителя и подаёт ей одежду» и «Мученичество святого Лаврентия». Этот триптих когда-то служил небольшим алтарём в частных апартаментах.

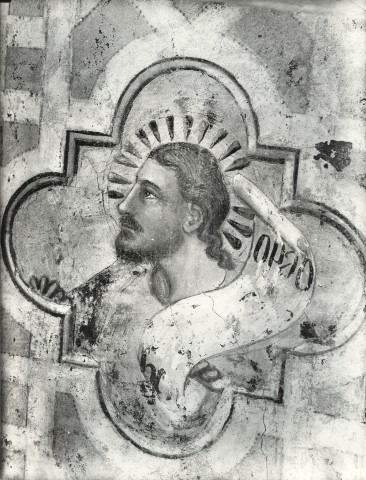
Пророк. Фрагмент фрески. 1340—1345. Церковь Санта-Мария-Новелла, Флоренция
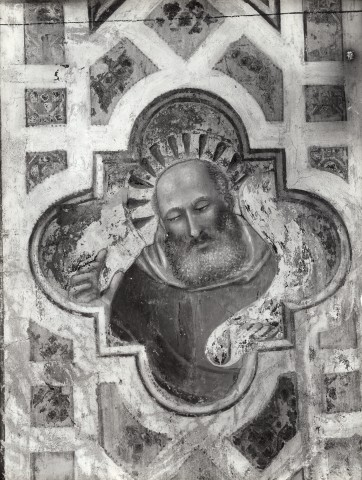
Пророк. Фрагмент фрески. 1340—1345. Церковь Санта-Мария-Новелла, Флоренция
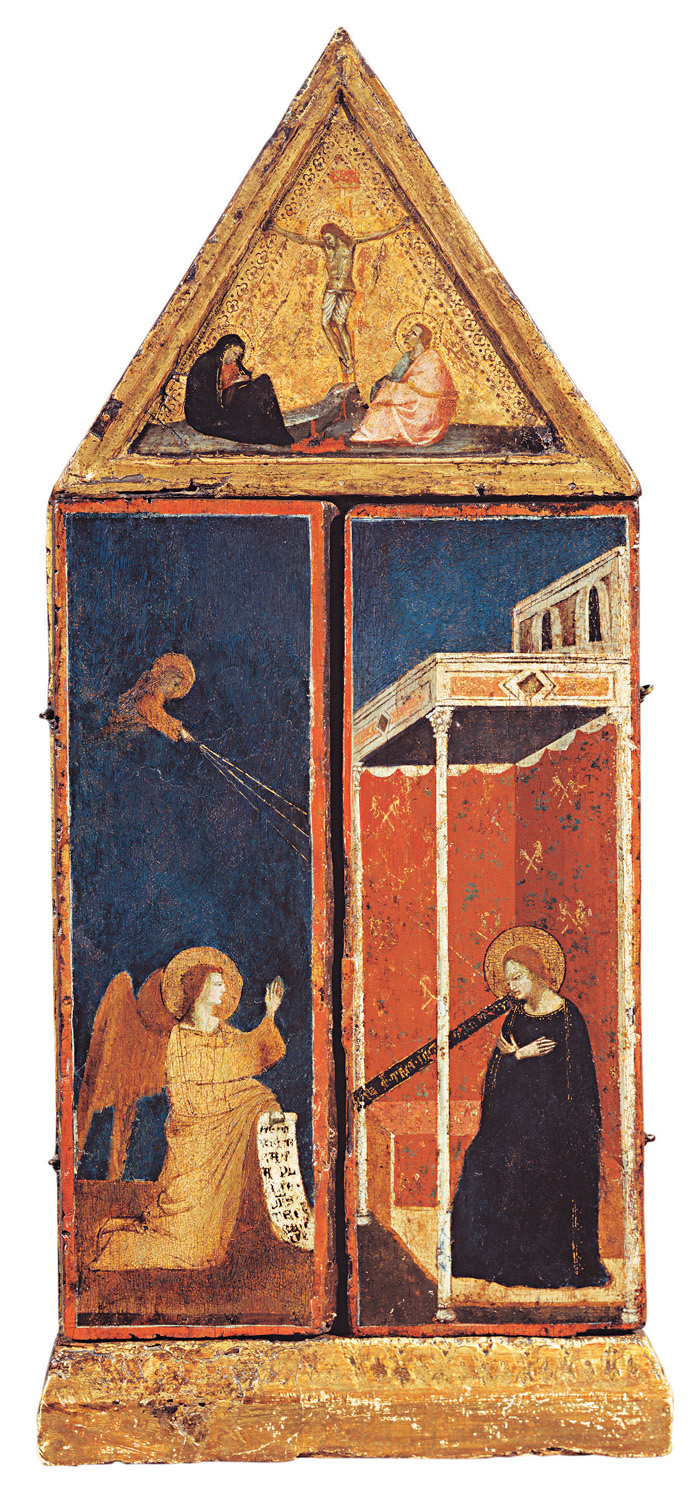
Благовещение. Диптих в закрытом виде. 1340—1345. Дерево, темпера. Собрание Алана, Делавэр, США
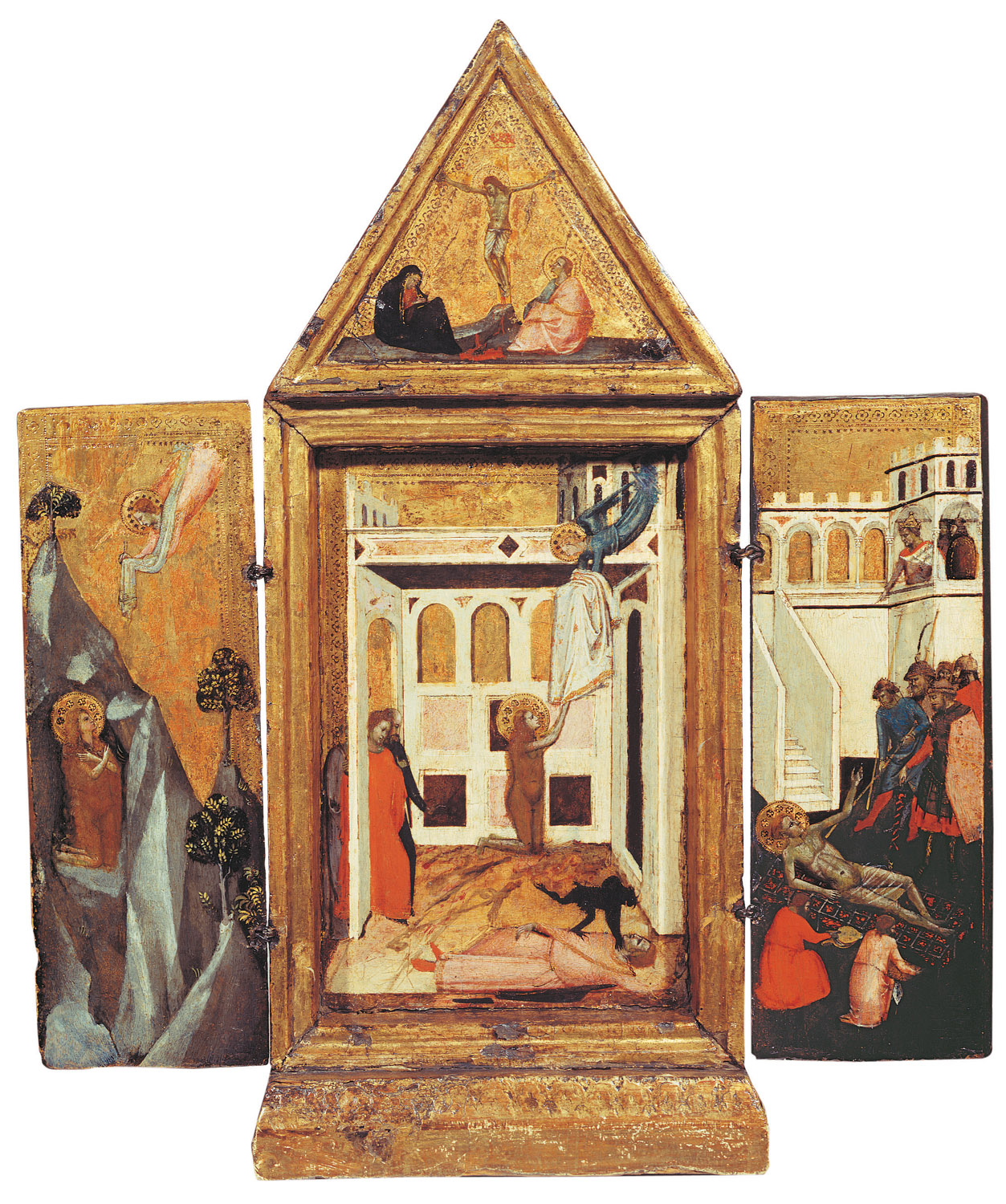
Диптих в открытом виде. 1340—1345. Дерево, темпера. Собрание Алана, Делавэр, США

Другим примером ранней живописи Орканьи служит фреска «Изгнание герцога Афинского», сохранившаяся во флорентийском Палаццо Веккьо. Она была написана в зале городской тюрьмы предположительно в 1343 году. До 1906 года учёные считали, что на ней изображена покровительница Флоренции Святая Репарата, но Роберт Дэвидсон в своём исследовании показал, что фреска посвящена сюжету из истории Флоренции, описанному в «Новой хронике» Джованни Виллани (1276—1348). Тиран Готье II де Бриенн, герцог Афинский, бежавший из Флоренции в результате народного восстания, изображён с головой обвитой змеёй — символ политического мошенничества. Бегство герцога произошло 26 июня 1343 года в день св. Анны, поэтому на фреске, вероятно, изображена Святая Анна благословляющая Флоренцию на фоне Палаццо Веккьо и завесы, которую держат два ангела. Возможно, фреска была написана в зале городской тюрьмы, так сказать, по свежим следам и в назидание, поскольку флорентийцы одним изгнанием герцога не ограничились, но расправились со многими его приспешниками. Тем не менее, существуют и другие интерпретации сюжета.
В 1344—1345 годах Андреа Орканья, согласно сообщению Вазари, расписывал флорентийскую церковь Санта-Кроче, где, оставил большую фреску с изображением Триумфа смерти. Вазари привёл её подробное описание, в котором утверждал, что это произведение повторяло фреску с таким же сюжетом из пизанского Кампосанто, ошибочно считая, что пизанский «Триумф смерти» тоже был написан Орканьей. От росписей в церкви Санта-Кроче сохранились шесть небольших фрагментов, которые были обнаружены под штукатуркой XVI века. Слова Вазари отчасти подтверждаются изображением больных стариков, молящих смерть дать им избавление от недугов, которые повторяют такой же сюжет из фрески в пизанском Кампосанто.

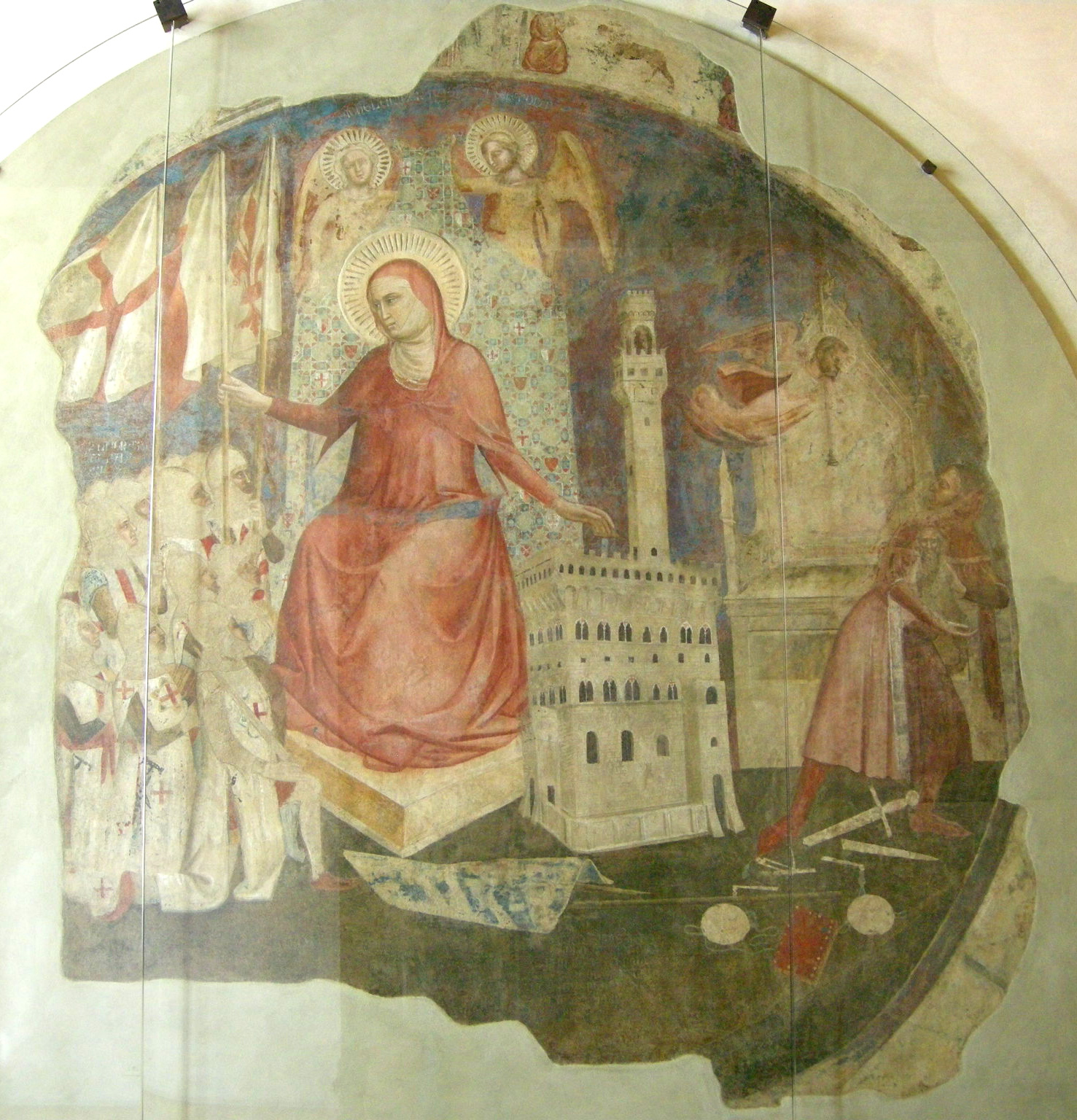
Изгнание герцога Афинского. 1343. Фреска. Фрагмент. Палаццо Веккьо, Флоренция
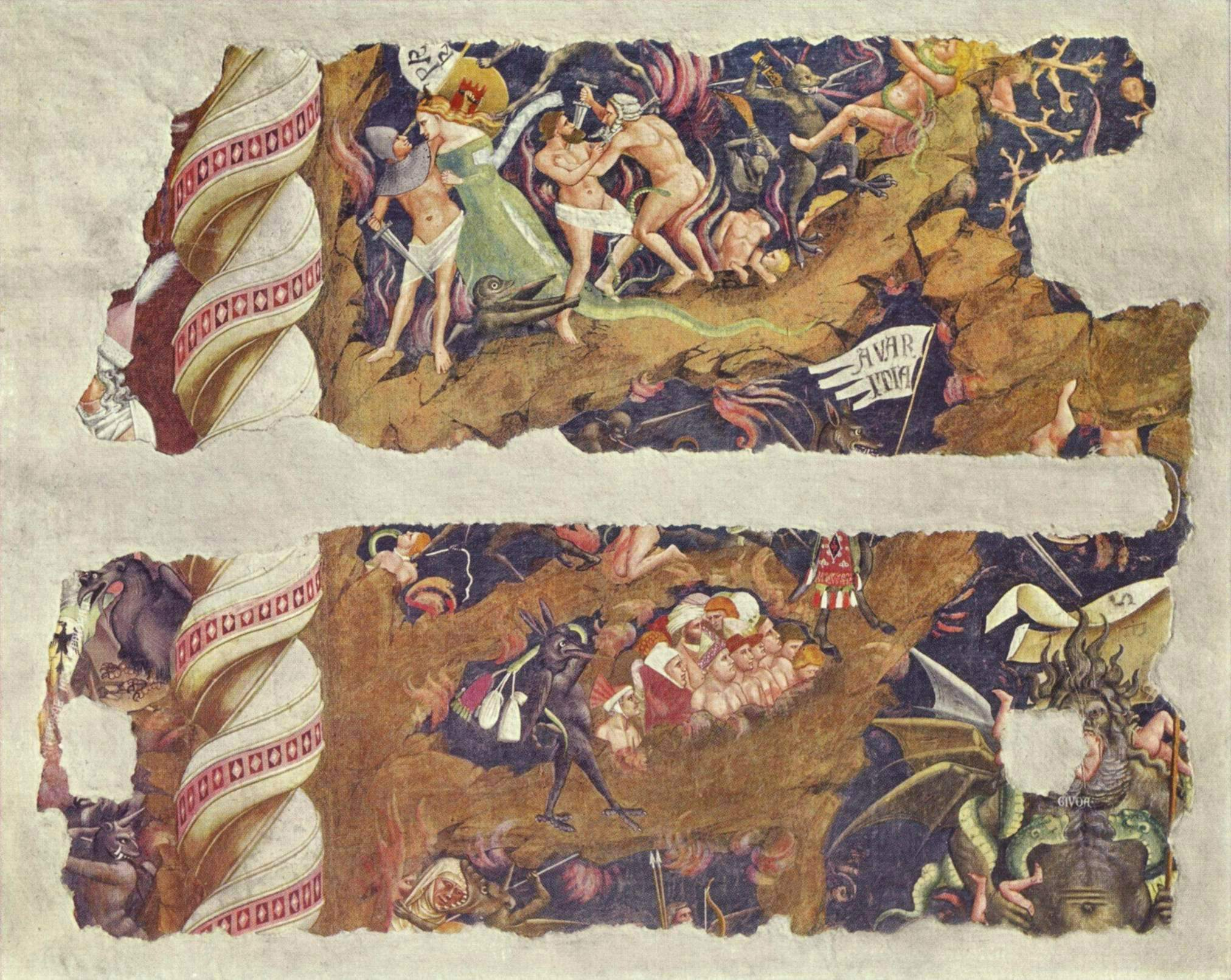
Триумф смерти. 1344—1345. Фрагменты фрески. Церковь Санта-Кроче, Флоренция
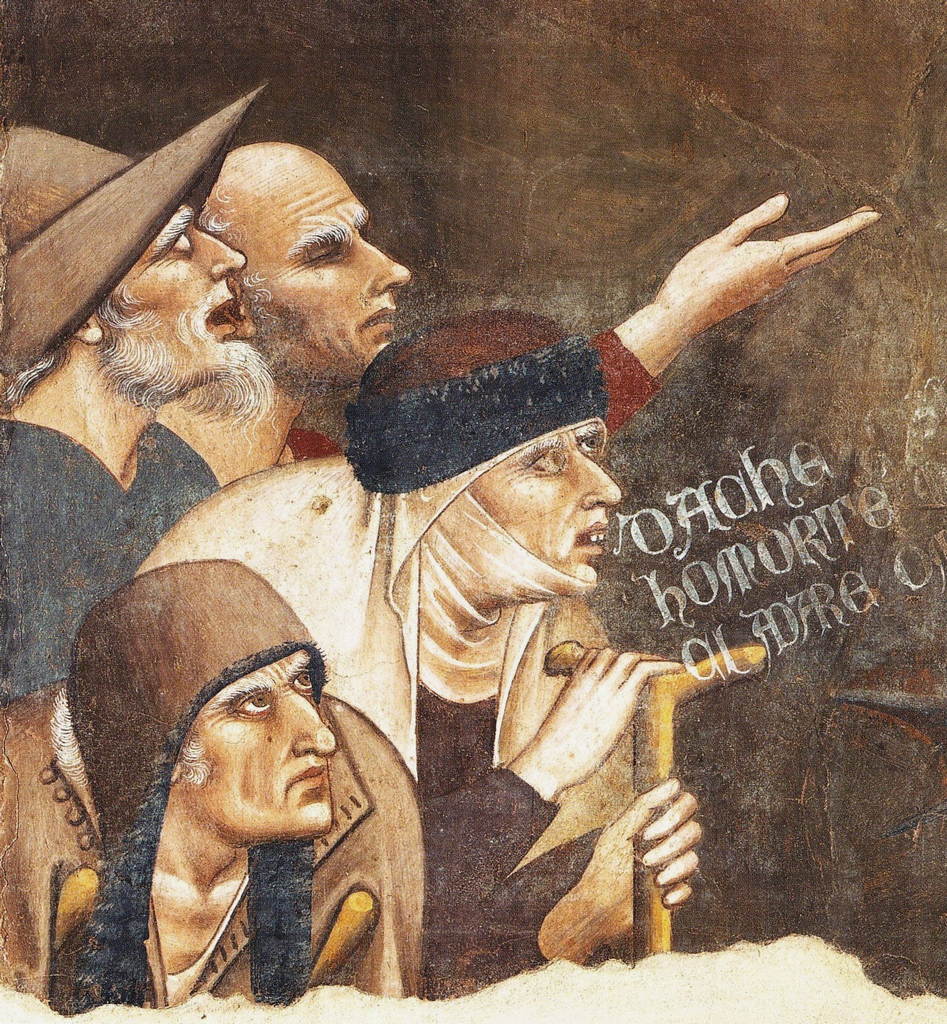
Триумф смерти. Фрагмент фрески: Больные старики, молящие о смерти. 1344—1345. Церковь Санта-Кроче, Флоренция.
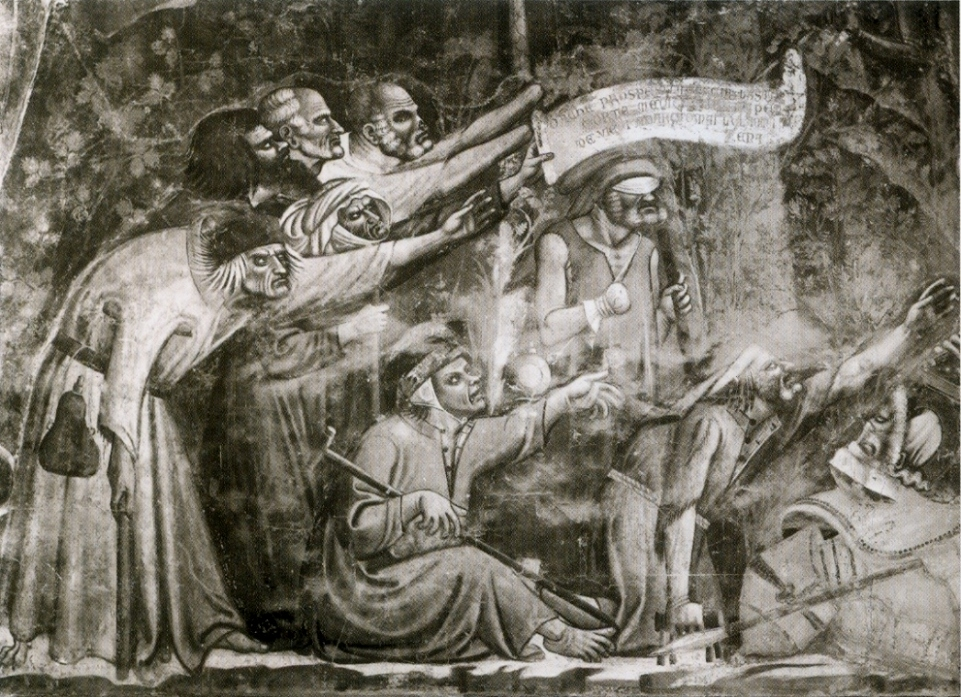
Буонамико Буффальмакко. Триумф смерти. Фрагмент: Больные старики, молящие о смерти. Кампосанто, Пиза

К 1346 году относится небольшое «Благовещение с донатором» из церкви Сан-Ремиджо (ныне в коллекции графа Джерли, Милан). Художник разместил сцену в архитектурной кулисе, имитирующей пространственную глубину; исследователи видят в этом близость к работам брата Орканьи — Якопо ди Чоне. Возможно, «Благовещение» было их совместным произведением, как и многие другие.
Каталог ранних произведений художника отличает проблемный характер в связи с тем, что некоторые «периферийные» работы живописца имеют черты сходства с манерой разных близких ему мастеров. К таким работам относится, например, небольшой триптих «Мадонна с Младенцем, ангелами и святыми» из Музея искусства города Сент-Луис (триптих известен также под названием «Триптих Стербини», так как до 1908 года хранился в коллекции герцога Джулио Стербини). Его создание эксперты относят к 1345—1350 годам. Младенец Христос игривым движением тянется ручкой к Марии, восседающей на троне; по сторонам от Неё изображены разные святые, среди которых на переднем плане можно видеть Апостола Петра и Иоанна Крестителя (слева), а также Святого Стефана и Апостола Павла (справа). В новейших исследованиях авторство триптиха приписывается анонимному Мастеру Сан-Луккезе, тем не менее, на выставке «Наследие Джотто и искусство Флоренции 1340—1375 годов», прошедшей в 2008 году, триптих вновь фигурировал как работа Андреа Орканьи.
Ещё одним примером ранней живописи мастера является триптих средних размеров (156 х 115см), хранящийся в Рейксмюсеуме, Амстердам. На нём нет подписи художника, но есть дата — 1350 год. На центральной панели изображена Мадонна с Младенцем и двумя ангелами, на боковых панелях — святые Мария Магдалина и Ансан. Вверху — Благословляющий Христос.

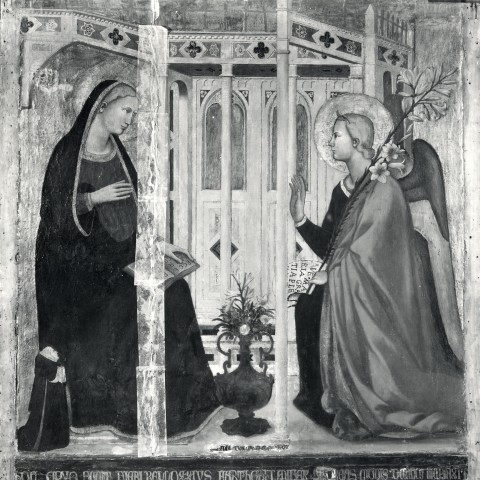
Благовещение с донатором. 1346. Дерево, темпера. Собрание Джерли, Милан
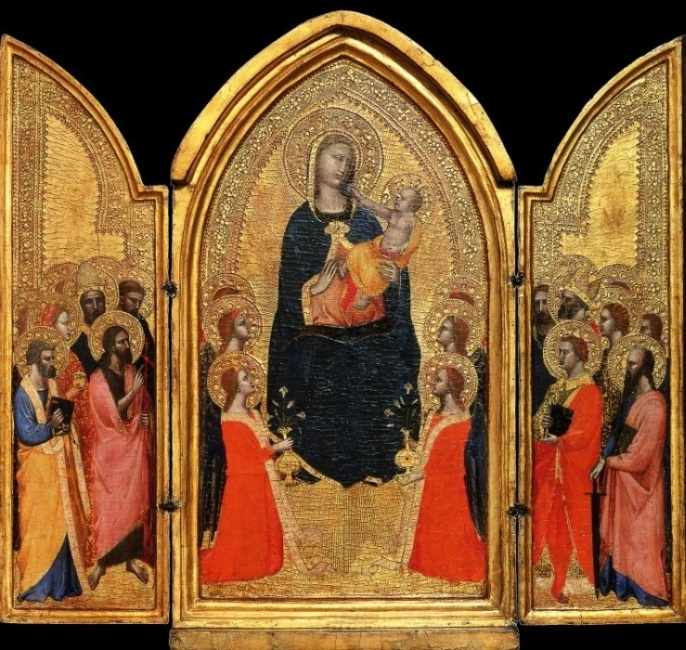
Триптих Стербини. Мадонна с Младенцем, ангелами и святыми. 1345—1350. Дерево, темпера, золочение. Музей искусств, Сент-Луис, Миссури, США
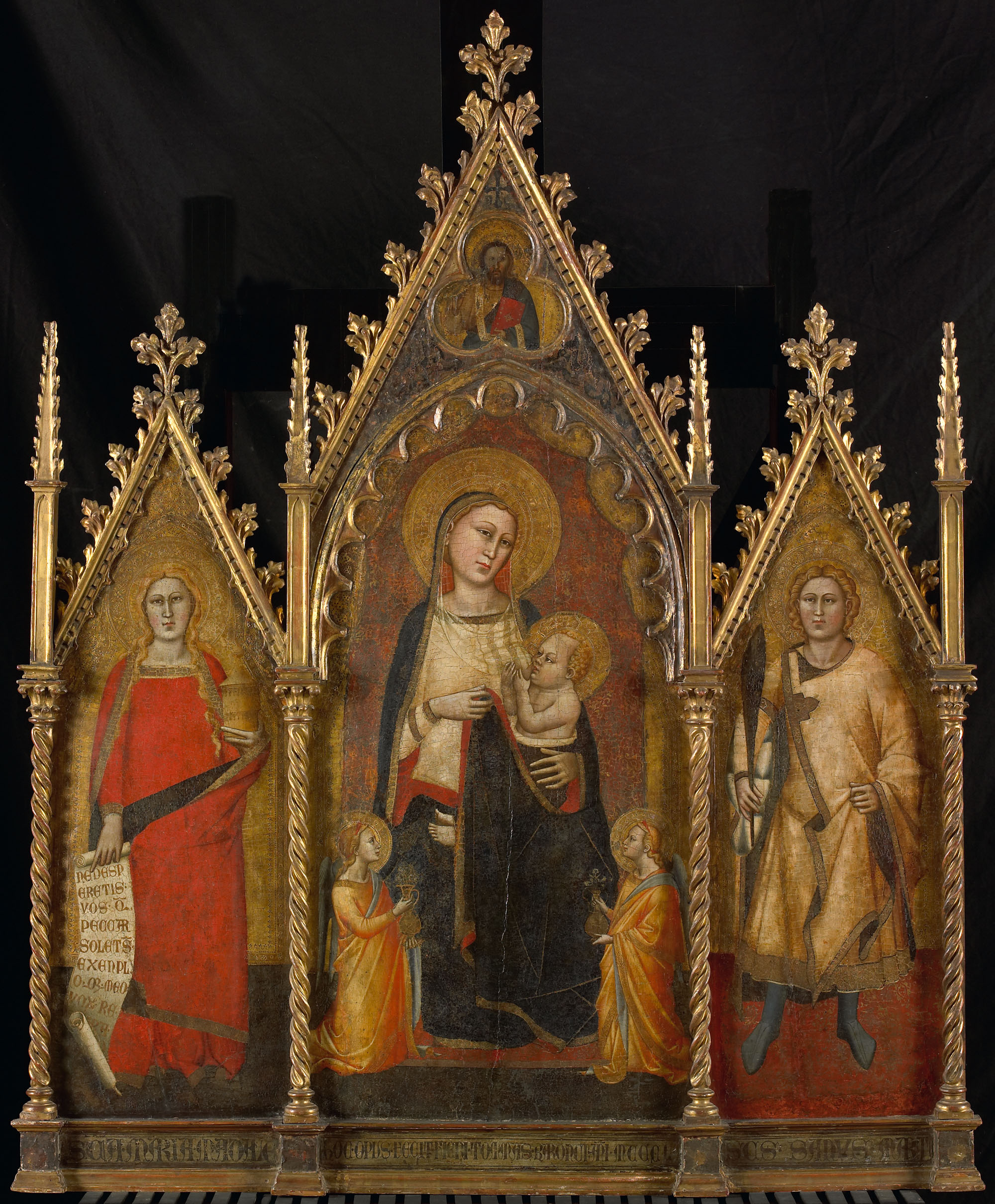
Мадонна с Младенцем, святыми Марией Магдалиной и Ансаном. 1350. Дерево, темпера, золочение. Рейксмюсеум, Амстердам

### Алтарь Строцци
Между 1354 и 1357 годами Андреа Орканья вместе с братом Нардо был занят оформлением капеллы Строцци во флорентийском храме Санта-Мария-Новелла. Вазари считал, что все работы в этой капелле принадлежат кисти Андреа; современные исследователи полагают, что фресковые росписи выполнил его брат Нардо, а Андреа расписал только алтарь. Сохранились документальные свидетельства, согласно которым флорентийский банкир Томмазо ди Росселло Строцци в 1354 году заказал Орканье изготовление алтаря. Некоторые учёные считают, что автором иконографической программы фресок и алтаря был родственник заказчика — Пьетро Строцци, учёный и богослов, служивший приором монастыря Санта-Мария-Новелла. На алтаре не самых крупных размеров (190х296 см) художник изобразил Иисуса Христа в мандорле, в окружении серафимов и ангелов, одной рукой вручающего Фоме Аквинскому книгу «Summa Theologiae», другой — протягивающего ключи от церкви святому апостолу Петру. Исследователи обращают внимание на то, что оба святые представлены коленопреклонёнными, как изображали донаторов, и предполагают, что Святой Фома (Томмазо) олицетворяет заказчика Томмазо Строцци, а Пётр (Пьетро) олицетворяет Пьетро Строцци. За Фомой стоит Мария, за апостолом Петром — Иоанн Креститель. Слева изображены архангел Михаил с мечом и святая Екатерина Александрийская, покровительница Екатерины Строцци, жены заказчика. Справа — Святой Лаврентий и апостол Павел. На пределле алтаря размещены «Экстаз Фомы Аквинского во время служения мессы»; «Навичелла» — корабль с апостолами попавший в бурное море, Иисус спасает апостола Петра; «Смерть императора Генриха II» — душу умершего императора спасает Святой Лаврентий, в честь которого Генрих II когда-то повелел изготовить кубок. В нижней части под изображением Христа можно прочитать надпись: «ANNO DNI NCCCLVII ANDREAS CIONIS DE FLORENTIA ME PINXIT» (В 1357 году от Р. Х. написал Андреа Чоне из Флоренции). Это единственная работа Орканьи имеющая подпись. Стиль её живописи стал определяющим для атрибуции неподписанных произведений художника. Исследователи отмечают плоскостность очерченных жёсткими контурами образов, отказ от изображения пространства, от изображения чувств или какой-либо динамики, статичность и иератичность центральной сцены. Эти черты считают характерными для живописи Орканьи. С другой стороны, фигура Фомы Аквинского отмечена большей реалистичностью, а сценам пределлы присуща некоторая живость.
Практически все авторы считают, что скульптуре Орканья обучался у Андреа Пизано. В 1350-х годах Орканья посвящал много времени занятию скульптурой, о чём свидетельствует его включение в гильдию мастеров камня и дереву в 1352 году. Именно к этому периоду — 1350-м годам, относят аллегорическую статую, символизирующую «Благословенное Смирение» из флорентийской церкви Сан-Микеле-ин-Сан-Сальви. «Смирение» представлено в образе пожилой женщины, держащей в руках пальмовую ветвь и книгу.

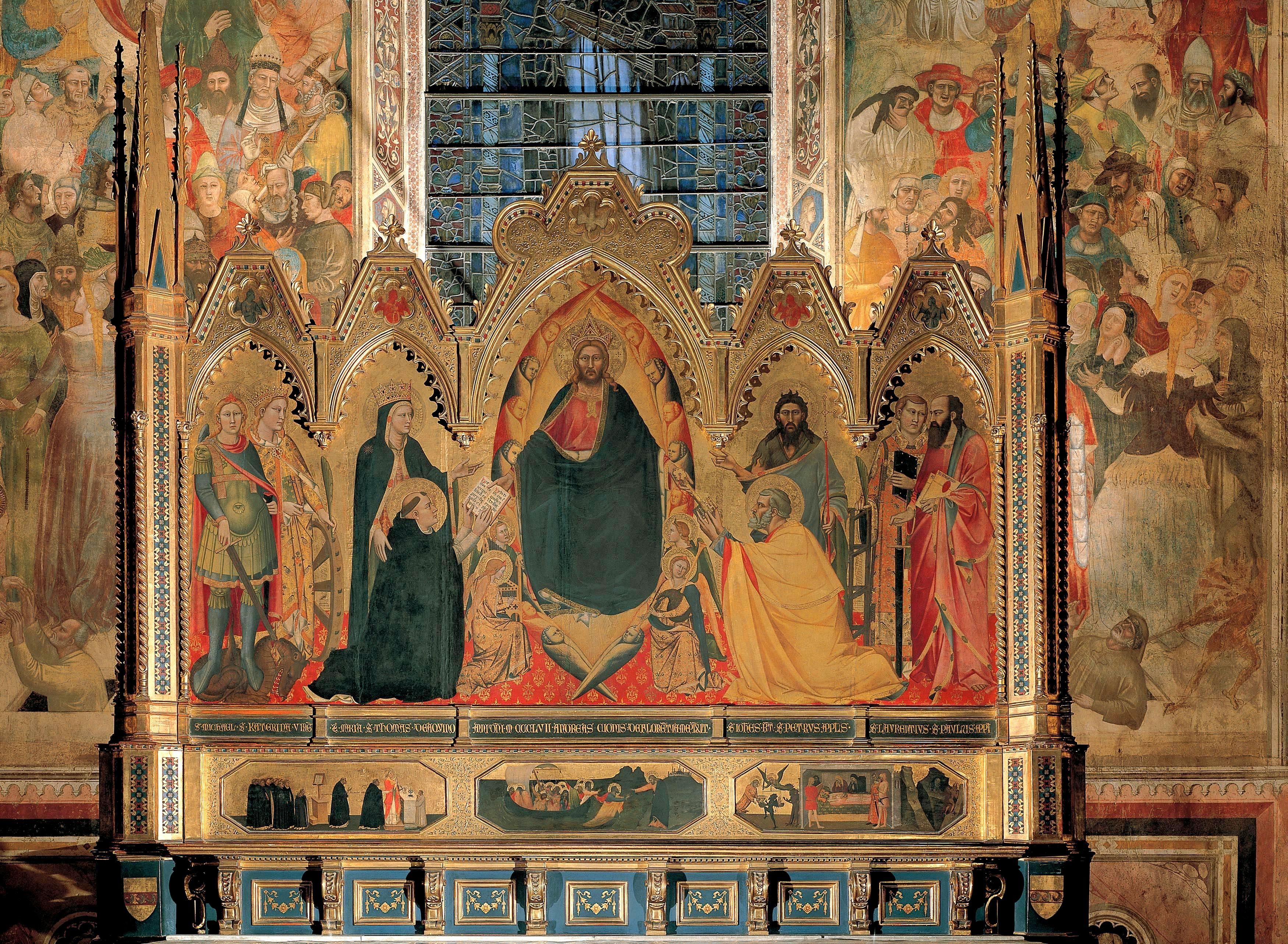
Алтарь Строцци. 1354—1357. Дерево, темпера, золочение. Церковь Санта-Мария-Новелла, Флоренция
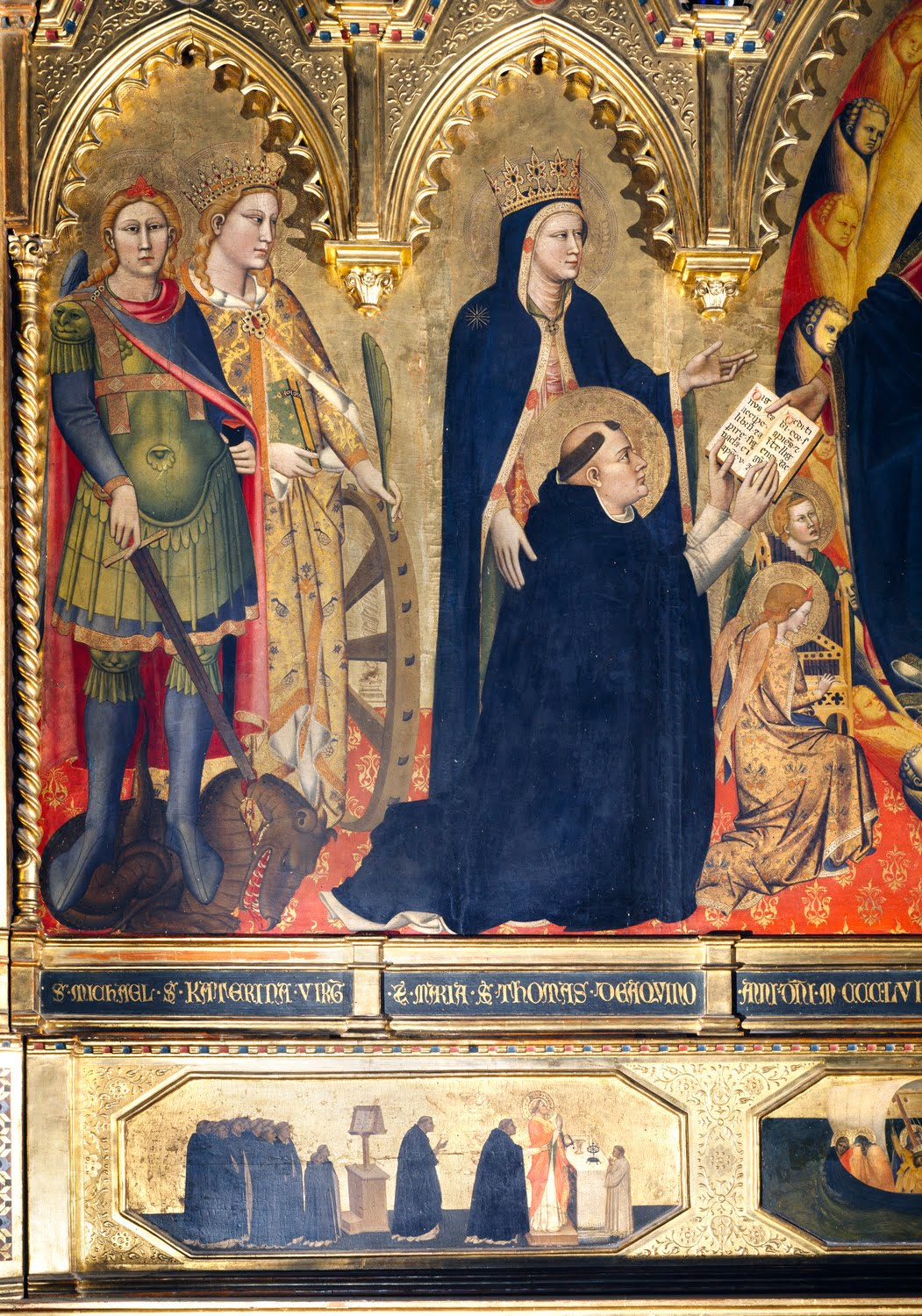
Алтарь Строцци. Деталь
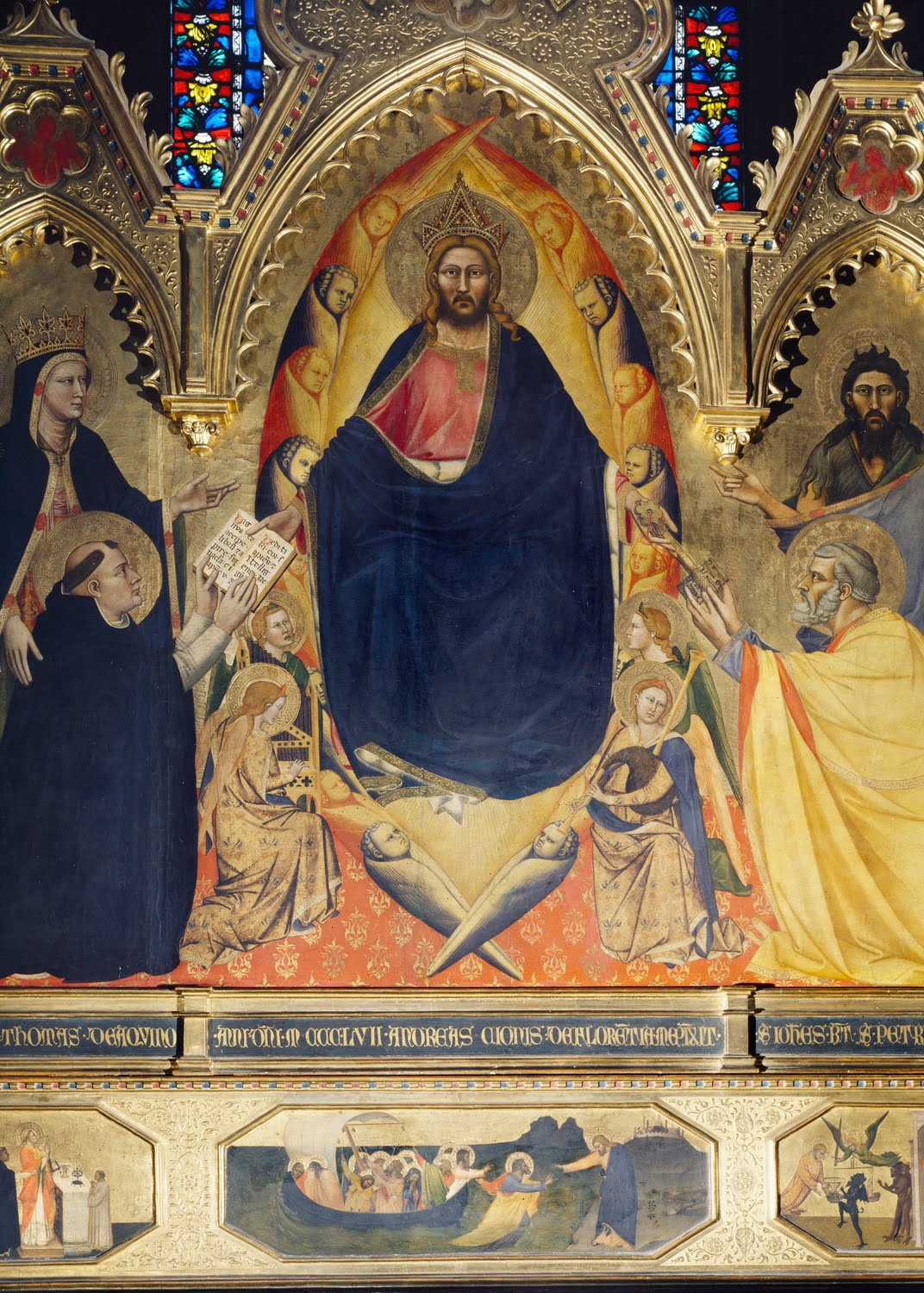
Алтарь Строцци. Деталь
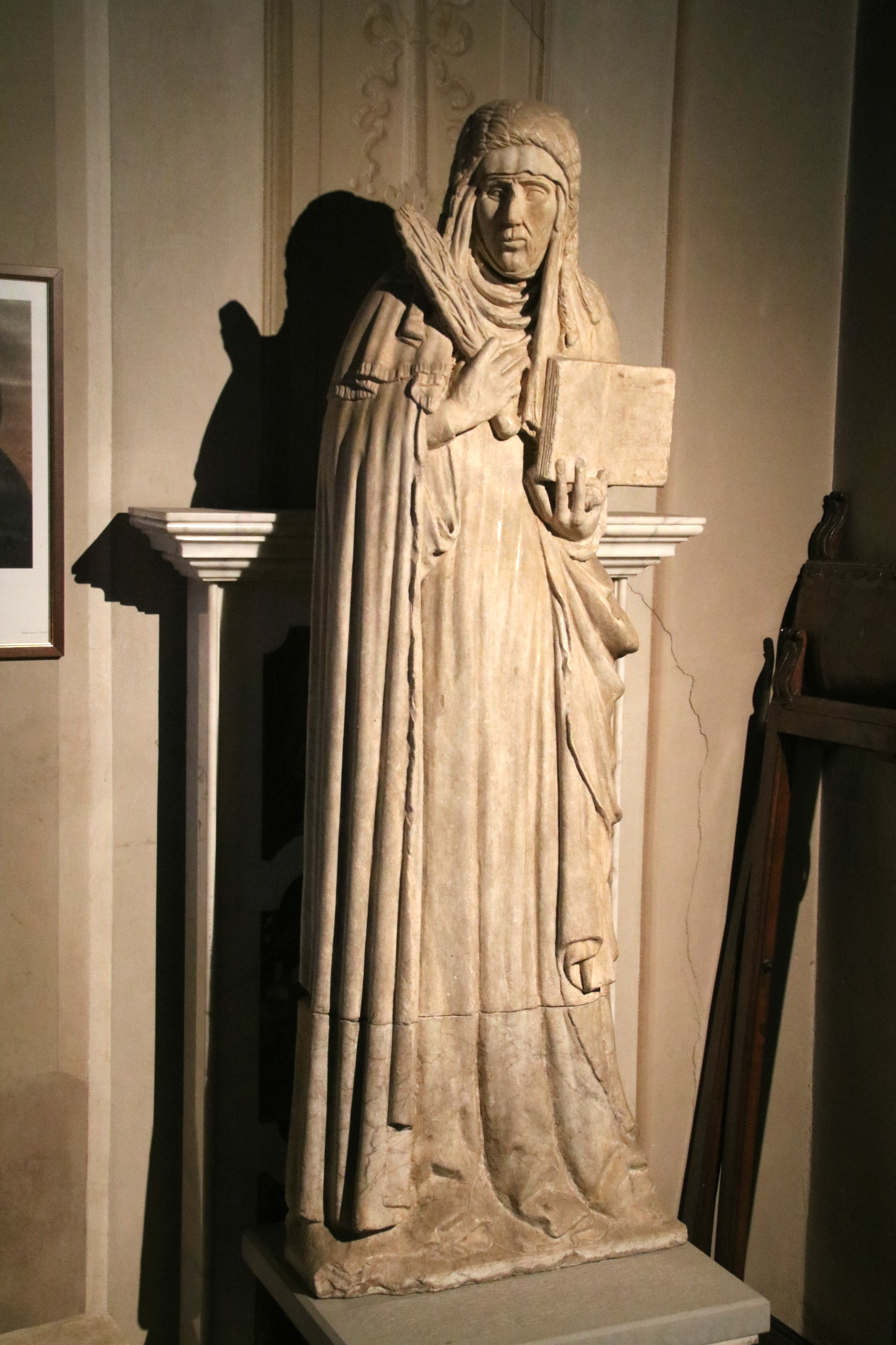
Благословенное смирение. 1350. Мрамор. Церковь Сан-Микеле-ин-Сан-Сальви, Флоренция

### Табернакль церкви Орсанмикеле
Шедевром творчества Орканьи стал большой резной беломраморный табернакль в готическом стиле, инкрустированный разноцветной стеклянной смальтой и украшенной мозаикой в технике косматеско. В нише табернакля укреплена икона Мадонны с Младенцем, написанная в 1366 году Бернардо Дадди в стиле интернациональной готики. Будучи достаточно крупным сооружением украшенным скульптурой и алтарной картиной, табернакль занимает как бы промежуточное положение между архитектурой, скульптурой и живописью.

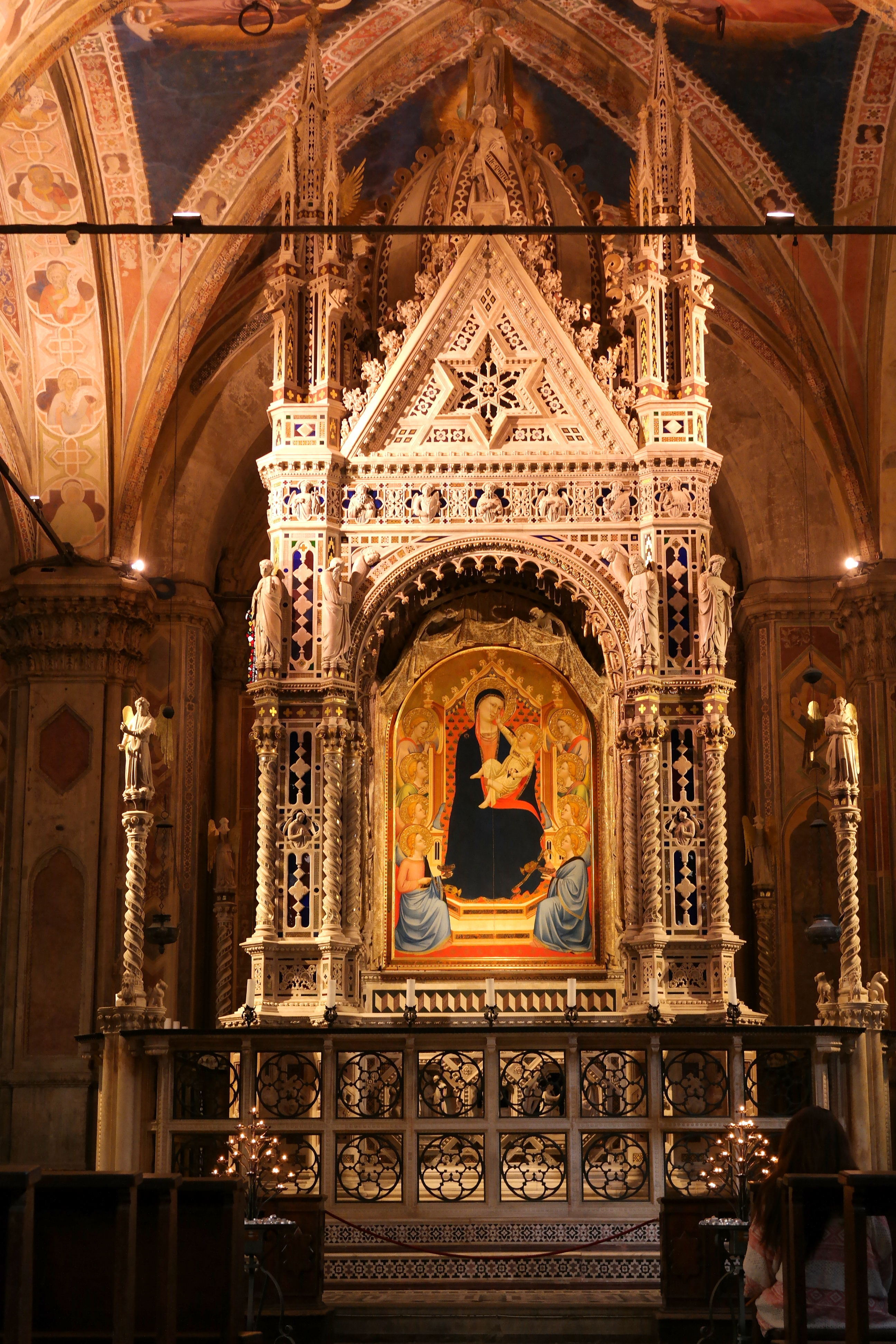
Табернакль церкви Орсанмикеле. 1349—1359

Здание, известное как Орсанмикеле, вначале служило зернохранилищем. Под хранение зерна, во избежание сырости и воровства, отвели верхние этажи. На первом этаже торговали хлебом. На пилястре аркады нижнего этажа находились две иконы: Архангела Михаила и «Мадонны хлеба». Однако икона Мадонны в 1304 году сгорела при пожаре, и попечители Орснамикеле (Compagnia della Madonna di Orsanmichele) для замены в 1346 году дали заказ Бернардо Дадди написать новый образ «Мадонны Маэста» (по некоторым сведениям заказ был дан Уголино ди Нерио).  В 1348 году, когда Европу охватила эпидемия чумы приходу церкви Орсанмикеле жертвовали в покаяние и за искупление вины (ставшей причиной эпидемии по верованию флорентийцев) в общей сложности 350 тысяч флоринов, что превышало годовой бюджет города и позволило церкви заказать большой табернакль из мрамора. Его и выполнил Орканья в 1349—1359 годах. Для обработки мрамора была собрана артель мастеров, в отделке табернакля были применены золото, мозаика и ляпис-лазурит.
Орканья задумал табернакль в виде двустороннего алтаря. Он имеет вид готической капеллы, квадратной в плане и покрытой сводом. В 1365 году правительство Флоренции объявило народу, что «Мадонна» Орсанмикеле является особой покровительницей города. В 1366 году вокруг табернакля была выстроена мраморная ограда высотой 162,5 см, которая несколько нарушила единство его внешнего оформления. Фасад табернакля обращён к зрителям, но его задняя сторона скрывает рельеф с изображением «Ассунты» — Вознесения Девы Марии. Рельеф поделён на два уровня; в нижнем Орканья изобразил «Смерть Марии», разместив сцену в пространстве, напоминающем пещеру. Среди окружающих смертный одр Марии, по мнению Вазари, Орканья поместил свой портрет — крайний справа мужчина с головой, покрытой капюшоном. В верхнем уровне находится «Вознесение Марии», которое художник разместил на фоне мозаичной стены под архитектурным сводом. Орканья намеренно создал контраст между миром земным и раем, куда возносится Мадонна. Несмотря на мистичность и религиозную возвышенность образа художник изобразил Марию в обычной накидке, которые носили флорентийские дамы того времени.
Дева Мария показана в мандорле, которую с лёгкостью уносят ангелы; слева от Неё изображён св. Фома, требующий доказательства Её вознесения — пояс. Однако в данном случае иконография сюжета нарушена, так как пояс на рельефе отсутствует (это послужило причиной некоторых искусствоведческих спекуляций, так как отсутствие пояса выглядело особенно странным на фоне того, что с 1350 года флорентийская коммуна владела ключом к раке в Прато, где хранился «истинный пояс Девы Марии», а один из гимнов братства Орсанмикеле был посвящён истории этого пояса). Современные исследователи считают, что изначально пояс был изображён, но впоследствии в результате по неясным причинам утрачен .
Статуи и рельефы табернакля, по мнению учёных, отражают учения, бытовавшие в доминиканском ордене. Об этом свидетельствуют статуи двенадцати апостолов, размещённые на карнизах импостов колонн табернакля, свитки с текстом Символа Веры на латинском языке (CREDO IN UNUM DEUM), которые держит Святой Пётр; украшение угловых колонн с ангелами на вершинах, которые охраняются львами гвельфов, а также фигура архангела Михаила на вершине фронтона с обнажённым мечом — защитника Церкви. Кроме того, рельефы цоколя были задуманы в качестве наставления в истинной вере. Они представляют собой сцены из жития Марии, выстроенные по кругу наподобие чёток, состоящих из восьми основных звеньев и из двадцати трёх меньших по размеру, переплетённых между собой промежуточных звеньев с изображениями пророков и пятнадцати аллегорий добродетелей. Последние соответствовали классификации в трактате Фомы Аквинского «Сумма теологии». Число изображений соответствовало 15 молитвам «Отче наш», 15х10 «Ave Maria» и 15 молитвам «Слава Отцу», из которых состоит цикл молитв чёток («Розарий»). Как известно, его составление доминиканцы приписывали основателю своего ордена.
Джорджо Вазари отмечал, что в ходе производства Орканья применял необычные технические решения, позволявшие добиться более качественных результатов, в частности скреплял части полированного мрамора при помощи медных скоб «без всякой извёстки» и «благодаря этим связям и скрепам, изобретённым Орканьей, кажется, что вся капелла высечена из одного куска мрамора». Как показал английский учёный Брендан Кассиди, ранее в табернакле были смонтированы передвижные экраны, скрывавшие в будние дни священный образ Девы Марии, и открывавшие его по праздникам или по каким-либо иным значительным случаям. Внизу на мраморе художник оставил надпись: «ANDREAS CIONIS PICTOR FLORENTINUS ORATORII ARCHIMAGISTER EXTITIT HUIUS MCCCLIX» (Андреа ди Чоне, флорентиец, табернакля главный мастер, закончил его в 1359 году). Однако в действительности работы были завершены только в 1360 году.

### Поздние произведения

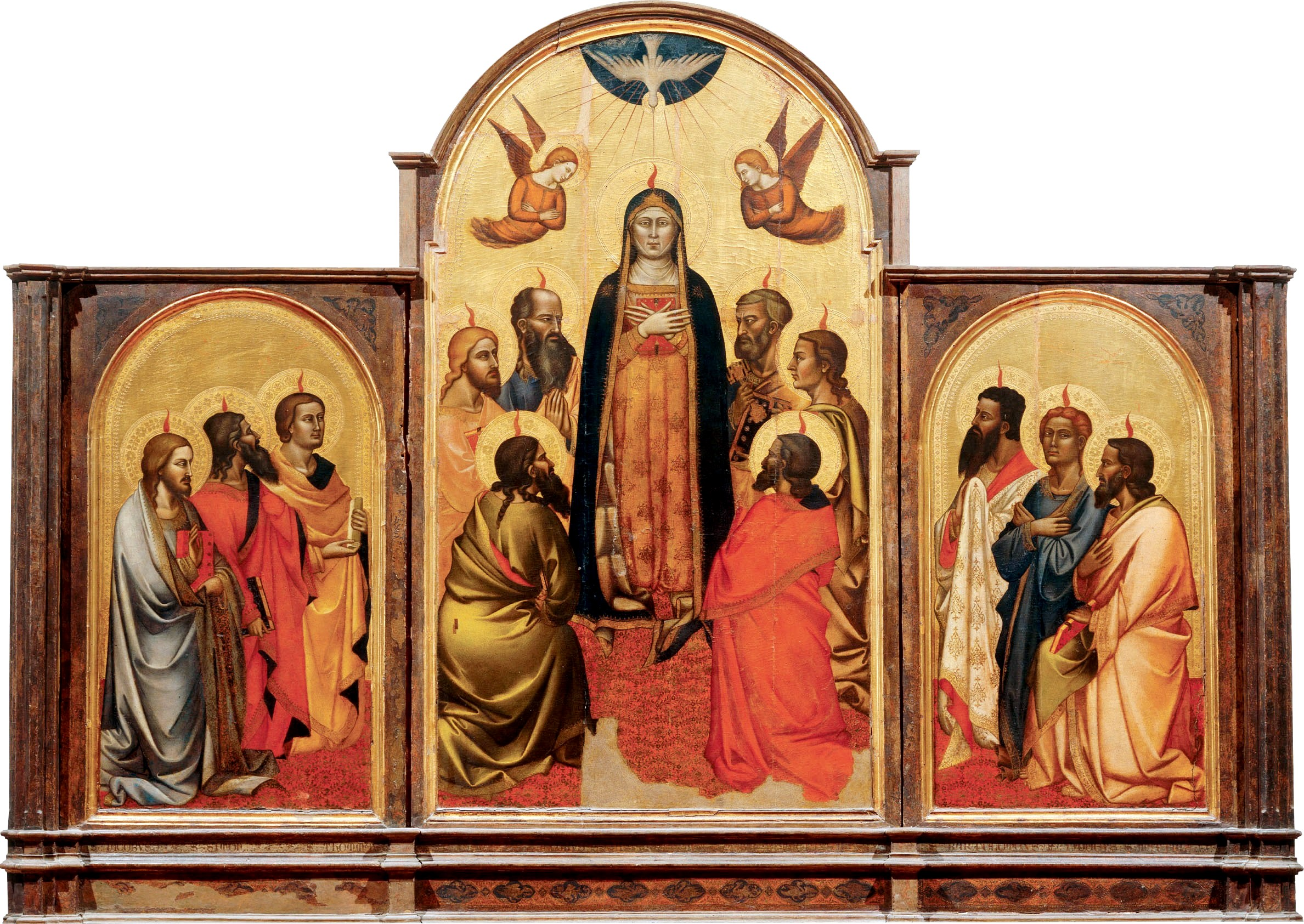
Сошествие Святого Духа на апостолов. Триптих. Между 1362 и 1365. Дерево, темпера, золочение. Галерея Академии, Флоренция

Самыми крупными произведениями последнего периода в творчестве Орканьи — 1360-х годов, являются три алтарных образа, созданные, по мнению экспертов, совместно с младшим братом Якопо. Первый из них — триптих «Пентекост» (Сошествие Святого Духа на апостолов) (195х297 см, Галерея Академии, Флоренция). Вероятно, это тот самый триптих, который Джорджо Вазари в XVI веке видел в церкви Святых апостолов и приписал Спинелло Аретино. Джованни Баттиста Кавальказелле в XIX веке определил триптих как работу братьев Чоне, и с тех пор эта атрибуция не подвергалась сомнению. Один из лучших знатоков творчества Орканьи Герт Крейтенберг считает, что произведение было создано в 1362—1365 годах.
Во флорентийской Галерее Академии хранится и второе позднее произведение Орканьи — полиптих «Мадонна с Младенцем и святыми». На центральной панели (127х56,5см) художник изобразил Мадонну с Младенцем, восседающую на троне, у подножья которого музицируют два ангела. На боковых панелях (104х37см) в полный рост стоят святые Андрей, Николай, Иоанн Креститель и Иаков. Исследователи считают, что, по всей вероятности, полиптих был написан для алтаря в капелле Паладжо флорентийской церкви Сантиссима Аннунциата. Работу датируют приблизительно 1365—1370 годами.

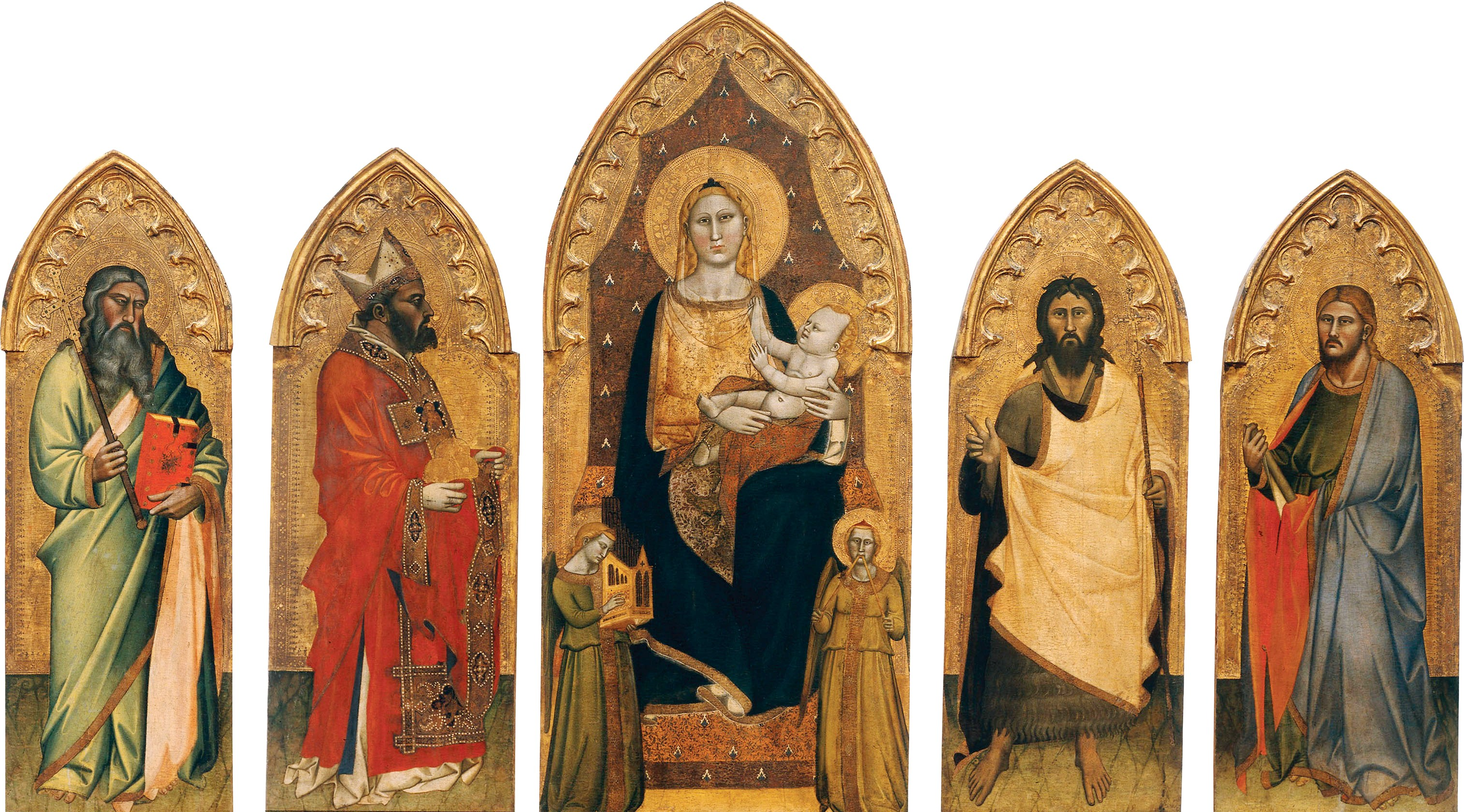
Мадонна с Младенцем и святыми. Полиптих. Между 1365 и 1370. Дерево, темпера, золочение. Галерея Академии, Флоренция

Последней работой Орканьи был довольно крупный алтарь (291 х 265см) «Святой Матфей и четыре эпизода его истории», который обычно именуют кратко: «Алтарь Святого Матфея» (Галерея Уффици, Флоренция). Он был заказан художнику советом Арте дель Камбио («Гильдии менял») для того, чтобы украсить нишу во флорентийской Орсанмикеле. На трёх створках алтаря художник изобразил святого Матфея в полный рост, держащего в руке раскрытое Евангелие, а по сторонам от него четыре сцены из его истории, взятые из « Золотой легенды» Иакова Ворагинского: «Призвание Святого Матфея», «Матфей усмиряет двух драконов», «Матфей воскрешает царского сына», «Мученичество Святого Матфея».
Выбор святого, сделанный гильдией, не случаен, так как Матфей был святым покровителем менял (до обращения к Христу он был мытарем, поэтому в сцене «Призвания Святого Матфея» он изображён на фоне меняльной лавки). В верхней части боковых створок показан герб Гильдии менял (золотые монеты на красном фоне). В 1367 году Орканья скончался и оставил эту работу неоконченной. В 1368 году завершение алтаря было поручено его брату Якопо, который, по мнению исследователей, сделал какие-то незначительные дополнения, либо перепоручил эти небольшие детали кому-то из сотрудников мастерской (иногда пишут об участии в работе анонимного художника, известного как Мастер пределлы из музея Эшмола). Во всех основных чертах алтарь является произведением Андреа Орканьи.

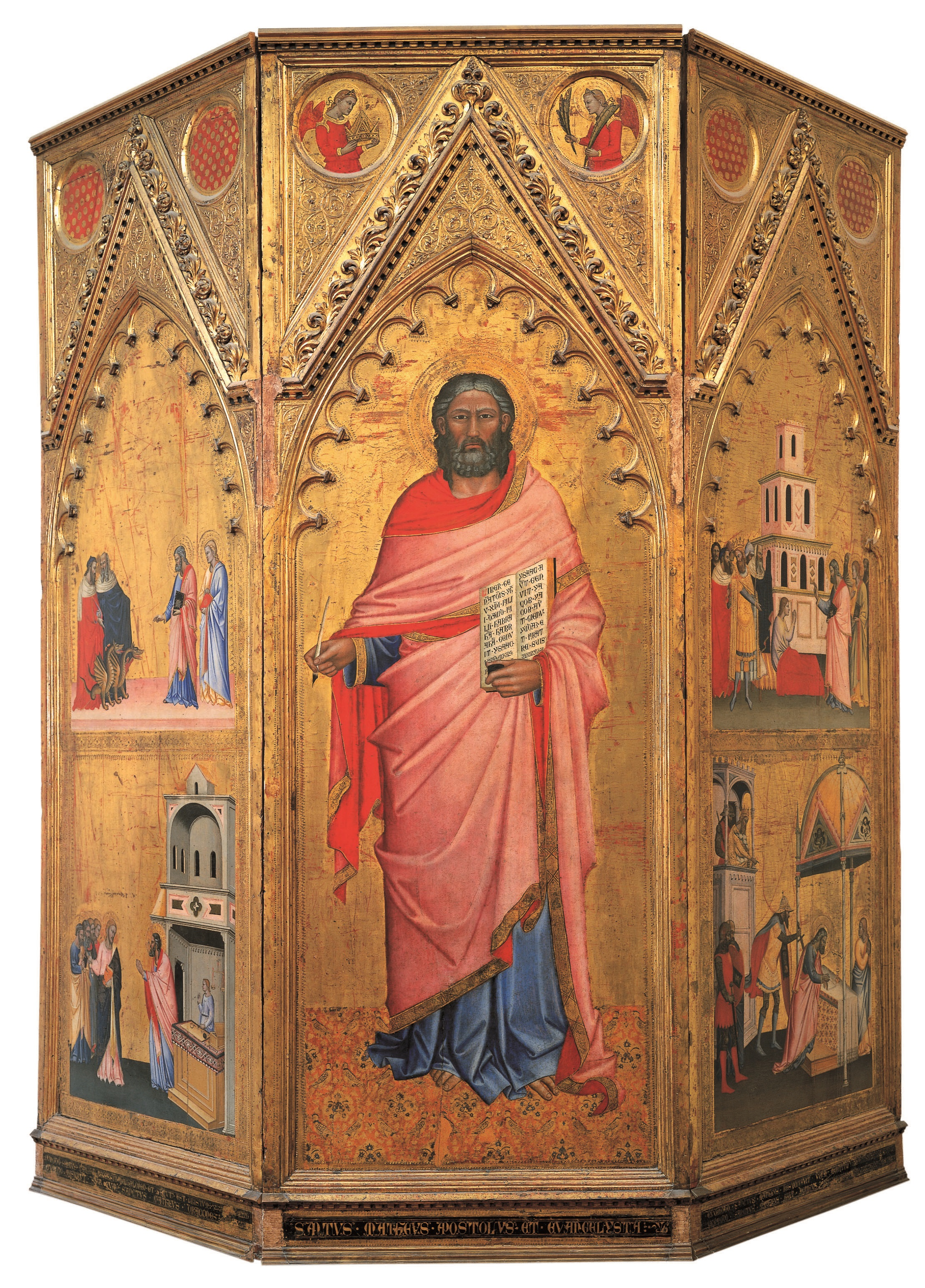
Алтарь Святого Матфея. 1367—1368. Дерево, темпера, золочение. Уффици, Флоренция
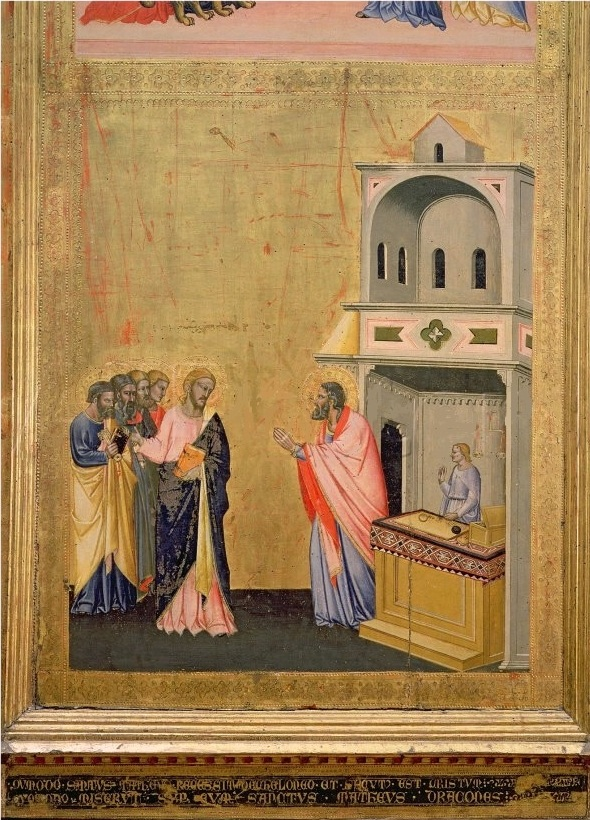
Призвание Святого Матфея. Деталь алтаря
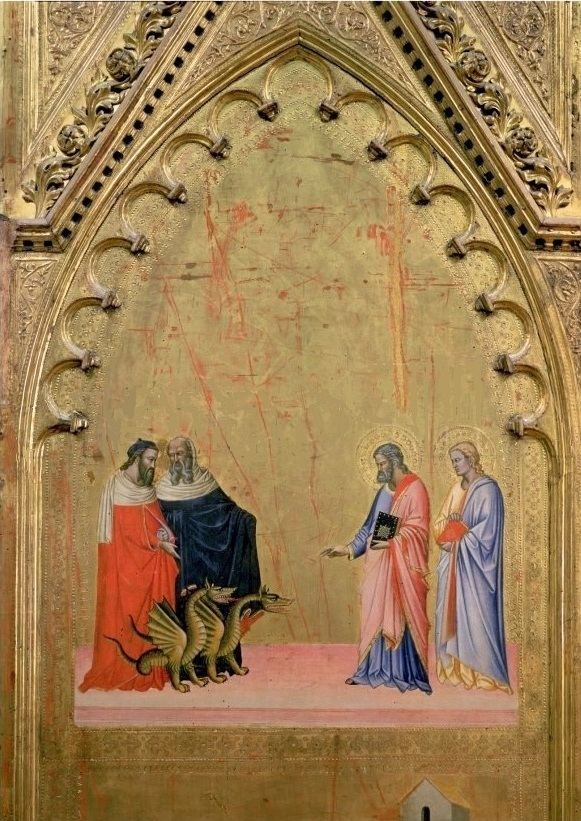
Святой Матфей усмиряет двух драконов. Деталь алтаря
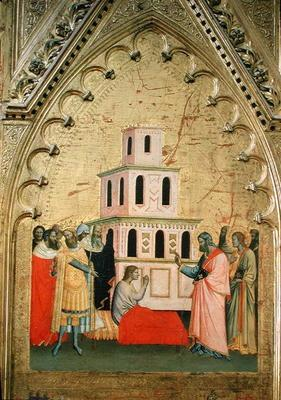
Сввятой Матфей воскрешает царского сына. Деталь алтаря
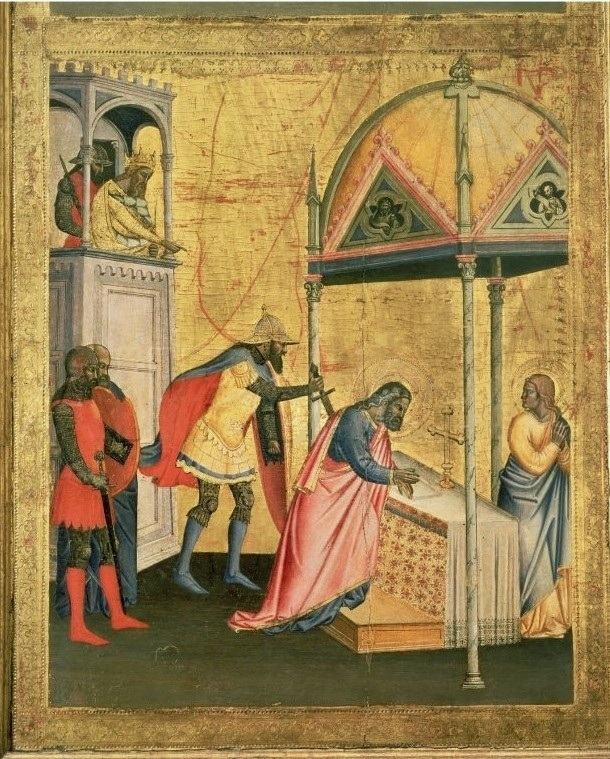
Мученичество Святого Матфея. Деталь алтаря

### Значение творчества
Андреа Орканью считают одновременно продолжателем джоттовской традиции, и одним из основных участников изменений во флорентийском искусстве, произошедших после смерти Джотто. Эти изменения заключались в отказе от части джоттовского наследия — интереса к изображению пространства и движения. Такой поворот в развитии живописи отчасти объясняется эпидемией чумы, постигшей Тоскану в 1340-х годах, и усилившимся влиянием суровой идеологии доминиканского ордена, более консервативной, чем «обновлённая религия» францисканцев. Рельефы Орканьи пластичны, но его живопись в сравнении с ними статична. Как мастера, успешного в трёх искусствах — живописи, скульптуре и архитектуре, его считают крупнейшей фигурой в итальянском искусстве второй половины XIV века, занимающей важное место между наследием Джотто и поэтическим искусством Фра Беато Анджелико.
Учеником Орканьи был Томмазо дель Мацца, под непосредственным влиянием Орканьи работали отец и сын Джерини.